# Стерлядь
Сте́рлядь (лат. Acipenser ruthenus) — рыба семейства осетровых, обитающая в крупных реках Европы, впадающих в Чёрное, Азовское и Каспийское моря, а также Сибири вплоть до Енисея на востоке. Проходные популяции, мигрировавшие между пресными и солёными водами, были полностью уничтожены. Включена в Красную книгу МСОП как «вымирающий вид»; занесена в Приложение II CITES и Красную книгу России. Длина тела достигает 125 см, масса — до 16 кг. Вылов, как любительский, так и промышленный, в России запрещён во всём Волжско-Каспийском и Азово-Черноморском рыбохозяйственных бассейнах (как и всех видов осетровых). Лицензированный лов разрешен в некоторых реках Западной Сибири, а также в реках Северного рыбохозяйственного бассейна. Объект аквакультуры.

## Этимология
В этимологических словарях русского языка слово «стерлядь» признается германизмом (из нем. Störling «маленький осетр»), однако существует и мнение о его исконно славянском происхождении: оно восходит к праиндоевропейскому корню *stьr- или *tьr- со значением «стоять»/«торчать»/«шип»(т. е. нечто торчащее) и т. д. .

## Характеристика
Среди других осетровых отличается наиболее ранним наступлением половой зрелости: самцы впервые нерестятся в возрасте 4—5 лет, самки — 7—8 лет. Плодовитость 4 тысячи — 140 тысяч икринок. Нерестится в мае, обычно в верховьях рек. Икра клейкая, откладывается на каменисто-галечниковый грунт. Она развивается около 4—5 дней.
Взрослые особи обычно достигают длины 40—60 см и массы 0,5—2 кг, иногда встречаются экземпляры массой 6—7 кг и даже до 16 кг.
Взрослые особи питаются преимущественно личинками хирономид, мелкими моллюсками и другими беспозвоночными (мизиды, гаммариды).
Осенью, в сентябре, собирается на глубоких участках рек (ямах), где проводит всю зиму в малоподвижном состоянии, не питаясь. Зарегулирование рек обычно улучшает условия откорма стерляди, но ухудшает условия её воспроизводства.
Предельный возраст стерляди около 30 лет.
Ценная промысловая рыба. Объект прудового и озёрного разведения. Самое известное блюдо из стерляди — стерляжья уха.
Благодаря скрещиванию этого вида с белугой был получен ценный для рыбного хозяйства гибрид под названием бестер.

## Распространение
Глобально обитает в реках бассейна Чёрного, Азовского и Каспийского морей, в бассейне рек Северная Двина, Обь, Енисей и Пясина, проникла в бассейн Ладожского и Онежского озёр.
Выпущена в реки: Неман, Западную Двину, Онегу, Печору, Амур, Оку, а также в ряд водохранилищ.
Также встречается:
- в бассейне Днепра в Смоленской (Днепр) и Брянской (Десна) областях;
- в бассейне Днестра и Прута в Молдавии;
- в бассейне Дона — на всём его протяжении от Ростовской до Тульской областей;
- в бассейне Урала в пределах Оренбургской области;
- в бассейне Суры в республиках Марий Эл, Чувашия и Мордовия, Нижегородской, Ульяновской и Пензенской областях;
- в бассейне Камы — в пределах республик Удмуртия, Татарстан и Башкортостан, Пермского края и Кировской областей;
- в бассейне Кубани встречалась в пределах Краснодарского края;
- в бассейне Вятки — в Нолинском, Советском и Уржумском районах;
- В бассейне Енисея от устья Ангары ниже по течению.
- В бассейне Чёрного моря стерлядь и ранее была немногочисленна; в настоящее время в бассейнах рек Днепр и Дон изредка встречается единичными экземплярами.
- В бассейне реки Кубань эта рыба, вероятно, исчезла.
- В бассейне Каспийского моря (особенно в бассейне реки Волга) стерляди гораздо больше.
  - В бассейне средней и верхней Камы её численность в 50—70-е годы XX века существенно сократилась и вид находился под угрозой исчезновения, но в 90-е годы появилась тенденция к росту численности, что, возможно, связано со снижением загрязнения вод в результате резкого сокращения промышленного производства и с прекращением лесосплава.
  - В бассейне реки Сура по мнению ряда специалистов обитала аборигенная популяция стерляди. До 1969 года она была многочисленной, имела промысловое значение, но в 1969—1970 годах произошло почти полное её исчезновение и в последующие 15 лет отмечались лишь единичные экземпляры; в 1986—1987 годах наблюдался заход производителей из Волги, но в настоящее время вновь изредка регистрируются единичные экземпляры.
  - В бассейне реки Волга встречается в районе Волгоградского, Угличского и Рыбинского водохранилищ.
  - В бассейне реки Урал, особенно в российской части, редкий вид; в пределах Оренбургской области встречается единичными экземплярами.
- В бассейне Оби от слияния рек Бии и Катуни до Обской губы.
  - Также встречается на среднем течении реки Иртыш (от Павлодара и ниже).

Главные факторы уменьшения численности — загрязнение рек промышленными, сельскохозяйственными и бытовыми стоками (стерлядь весьма чувствительна к загрязнению воды и содержанию в ней кислорода), браконьерский вылов, обмеление рек. Росту популяции стерляди препятствуют созданные на реках водохранилища, в которых стоячая вода хуже очищается (порой заболачивается) и хуже обогащается кислородом, а плотины многочисленных ГЭС перекрывают пути стерляди из моря в верховья рек на нерест. Ведутся достаточно активные (зависит от денежных вливаний) мероприятия по охране вида. Зачастую это выращивание на специализированных фермах.

## Геральдика
Изображения стерляди можно увидеть на гербах следующих муниципальных образований:
- Белозерск
- Ейск
- Ейский район
- Рыбинск
- Саратов
- Герб Царицына (ныне несуществующий)
- Сарапульский район Удмуртской Республики